# Општина Ђиров (Њамц)
Ђиров (рум. Girov) општина је у Румунији у округу Њамц.
Oпштина се налази на надморској висини од 347 m.